# Capone-N-Noreaga
Capone-N-Noreaga (também conhecido como C-N-N) é um grupo de hip hop americano formado em 1995, no Queens, Nova Iorque. A dupla é composta pelos rappers da costa leste Capone e N.O.R.E.